# Altstadt (Freistadt)

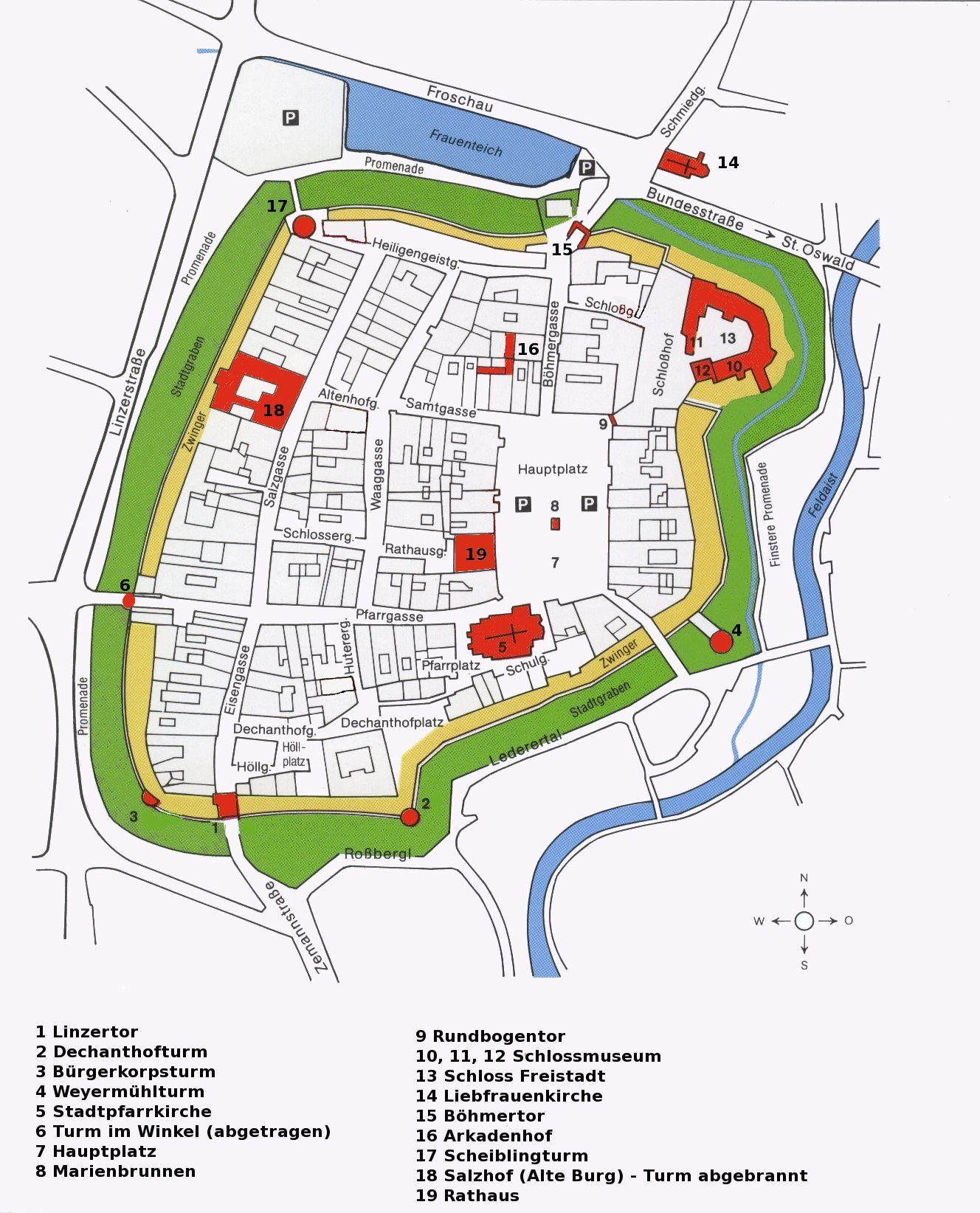
Plan der Altstadt mit Sehenswürdigkeiten

In der größtenteils denkmalgeschützten Altstadt von Freistadt befinden sich die meisten Sehenswürdigkeiten der Stadt. Am markantesten sind die beiden hohen Türme, der Kirchturm mit 67 Metern und der Bergfried mit 50 Metern, zugleich die höchsten Bauten der Stadt. Der mittelalterliche Kern ist fast völlig unversehrt und deutlich sichtbar erhalten. Er umfasst die Wehrtürme und die Stadtbefestigung, die aus dem 14. und 15. Jahrhundert stammen. Auch einige der rund 150 Bürgerhäuser zählen zu den Sehenswürdigkeiten. Die Häuser sind seit dem letzten großen Stadtbrand von 1516 weitgehend unverändert erhalten geblieben, nur die Fassaden von einigen wurden in der Barockzeit umgestaltet. Der Kern der Altstadt, der Hauptplatz, zählt auf Grund seiner Größe ebenfalls zu den Sehenswürdigkeiten der Stadt.

## Wehrtürme und Stadtbefestigung

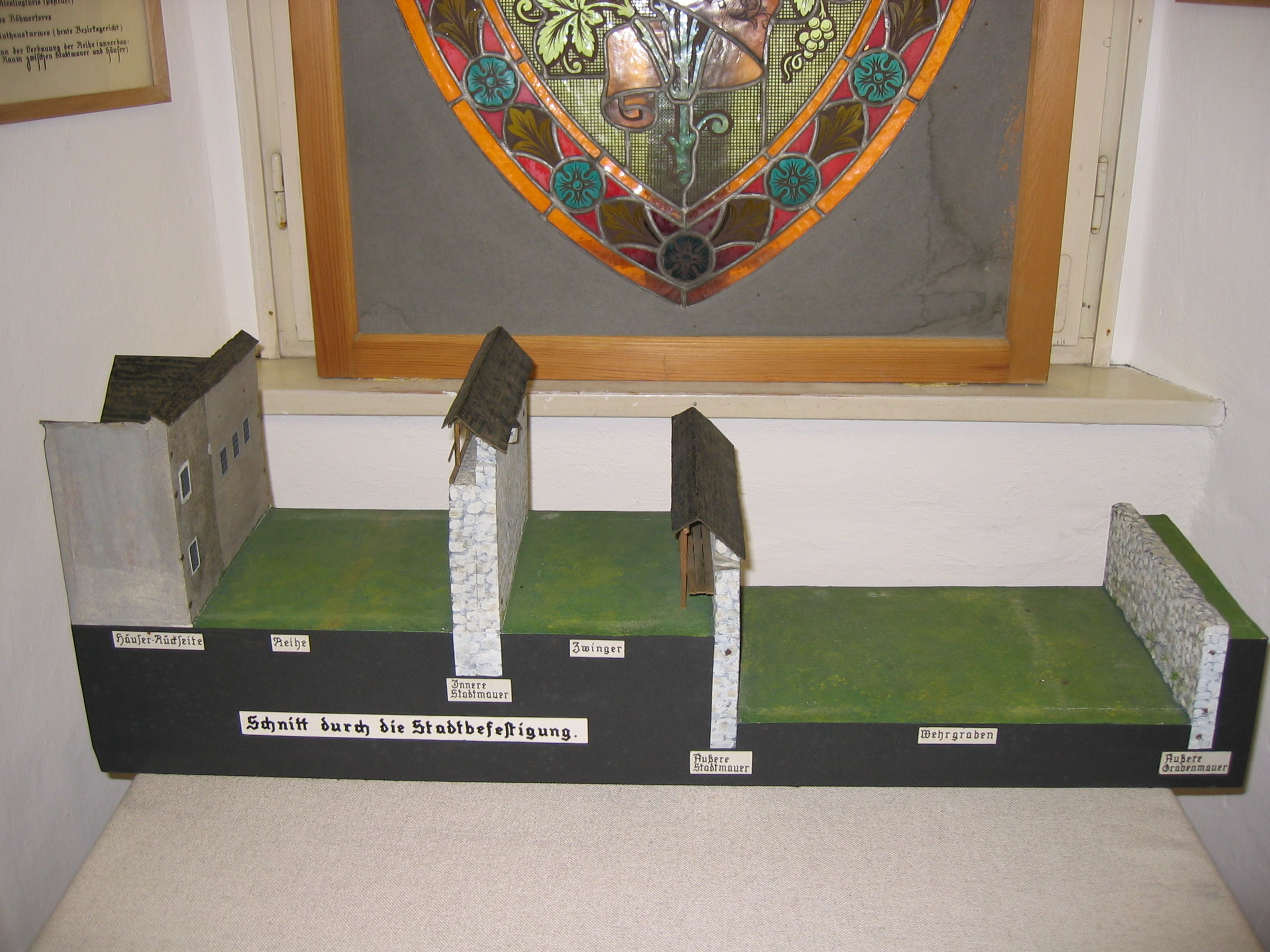
Schnitt durch die Stadtbefestigung (Mühlviertler Schlossmuseum)

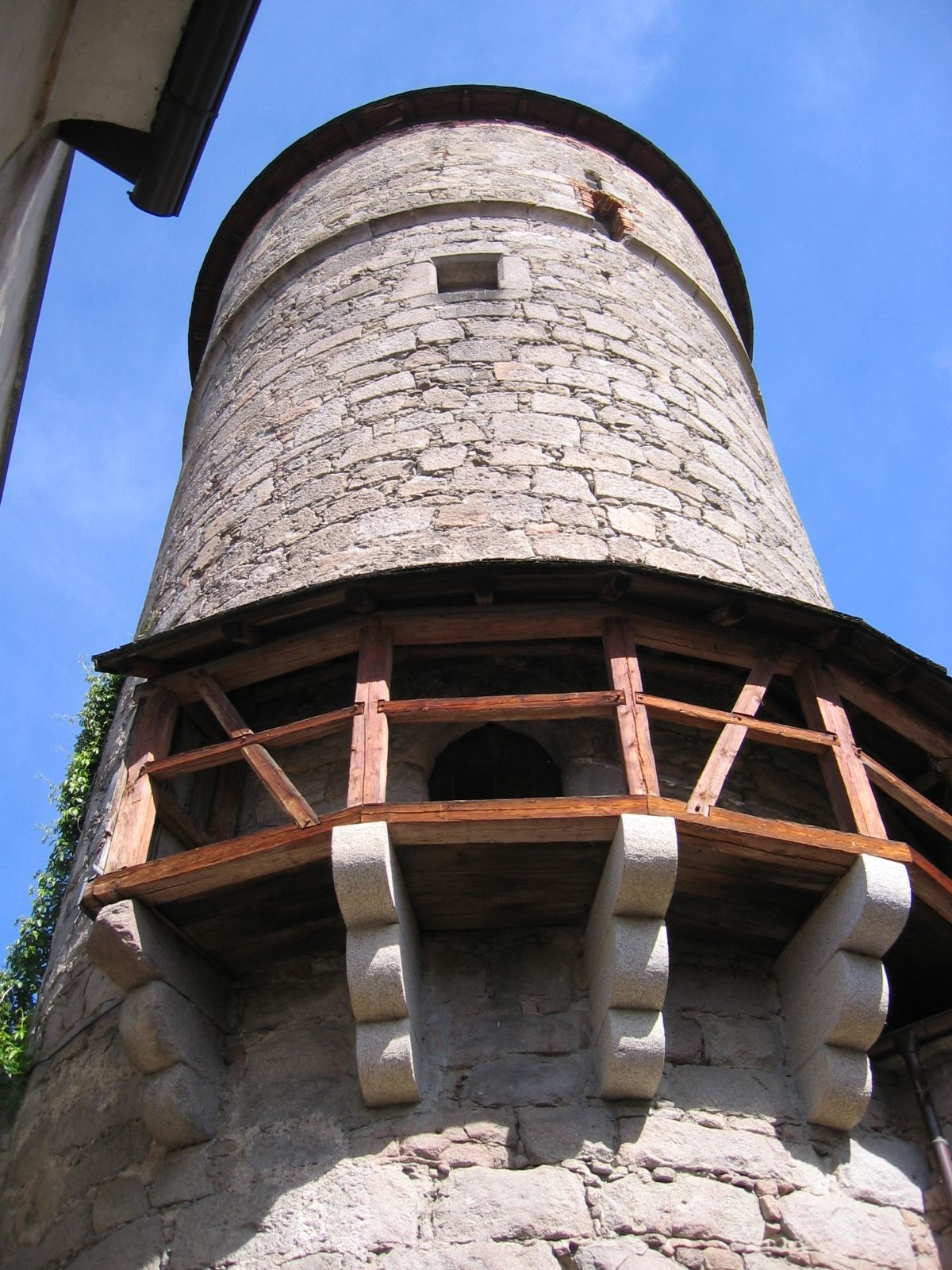
Renovierter Wehrgang am Scheiblingturm

Freistadt ist eine der wenigen Städte Österreichs, deren mittelalterliche Verteidigungsanlagen fast vollständig erhalten geblieben sind. Die denkmalgeschützte Stadtmauer hat eine Länge von rund zwei Kilometern; ein Wanderweg verläuft an der äußeren Mantelmauer oder im ehemaligen Stadtgraben. Nach wie vor gut erhalten sind:
- der tiefe und breite Stadtgraben rund um die Stadt, der auch an der Außenseite eine gemauerte Mantelmauer hat,
- die vollständig erhaltene äußere Stadtmauer (= Zwingermauer)
- der Zwinger mit den Wehrtürmen und
- die innere Stadtmauer (= Ringmauer)

Diese vier mittelalterlichen Befestigungsanlagen bildeten die Verteidigungslinie. Der Wehrgang in fünf Meter Höhe an der inneren Stadtmauer kann an einem restaurieren Teil beim Scheiblingturm besichtigt werden. Der Zwinger dient heute einigen Gasthäusern als Gastgarten. Der ehemalige Stadtgraben auf der Westseite zwischen dem Linzertor und dem Böhmertor ist in Privatbesitz und dient teilweise als Obstgarten. Der restliche Stadtgraben (Ostseite) ist öffentlich zugänglich und mit Wanderwegen und Spielplätzen ausgestattet. Der Teil zwischen dem Böhmertor und der Finsteren Promenade bietet eine Art botanischer Garten mit heimischen Pflanzen (bedingt durch das raue Mühlviertler Klima). In den 1990er Jahren wurde von der Finsteren Promenade ein weiterer Zugang (der sechste) zur Altstadt gebaut, der in den äußeren Schlosshof führt.
An jeder Ecke der Stadt stand früher ein Wehrturm, von diesen acht Wehrtürmen stehen heute noch sechs. Die beiden anderen fielen Bränden zum Opfer, wobei der ehemalige Turm beim Salzhof bei der letzten Restaurierung 2003 wieder besser sichtbar gemacht wurde. Es gibt noch einen neunten Turm, der am ehemaligen Rathaus der Machtdemonstration diente und keine Verteidigungsfunktion hatte. Das Posttürl ist kein Wehrturm im engeren Sinne.

### Linzertor und Böhmertor
Im Mittelalter gab es zwei Tortürme mit Zugbrücken, so dass man mit Pferdefuhrwerken in die Stadt gelangen konnte. Diese beiden Tortürme, das Linzertor und das Böhmertor, sind die ältesten Bauwerke der Stadtbefestigung und wurden bereits bei der Stadtgründung angelegt. Das Linzertor steht im Süden der Altstadt, wurde um 1485 gotisiert und ist heute 28 Meter hoch. Die Bezeichnung über dem Durchgang k.k. (kaiserlich-königliche landesfürstliche Stadt Freystadt) weist darauf hin, dass Freistadt den Landesfürsten (Babenberger, seit 1282 Habsburger) gehörte. Das Böhmertor ist zwölf Meter hoch und bildet den Ausgang nach Norden. Heute sind nur mehr die Außenmauern erhalten, da die hölzerne Inneneinrichtung 1885 ein Raub der Flammen wurde.

### Posttürl

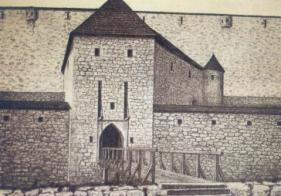
Posttürl (rekonstruiert)

Es gab im Mittelalter eine dritte Möglichkeit, in die Stadt zu gelangen, das so genannte Posttürl. Dieses Tor im Südosten war eine Hintertür zur Stadt und auf Grund des Niveauunterschieds zwischen dem Stadtgraben und dem Hauptplatz (rund zehn Meter) als Stiege angelegt. Das Posttürl befand sich beim Weyermühlturm und diente dem internen Warenverkehr. Von diesem Türl ist nur eine Fotografie erhalten; es wurde nach dem Brand von 1887 abgerissen. Das ursprüngliche Posttürl war mindestens zehn Meter tief (von der inneren Stadtmauer bis zur Äußeren) und elf Meter hoch. Die Tür war nur 1,1 Meter breit; im Inneren befand sich eine sehr steile Stiege (steiler als heute). Über den Stadtgraben führte eine Zugbrücke und ein Spitzbogentor mit zwei Torflügeln markierte den Eingang. Auch dieses Tor wurde wie vieles in Freistadt vom Steinmetzmeister Mathes Klayndl um 1485 umgebaut und in der Renaissance um 1616 erneut umgestaltet. Im 19. Jahrhundert wurde nach dem Abbruch die heute sichtbare und begehbare Stiegenanlage geschaffen, die Poststiege. Das Abbruchmaterial wurde in den Stadtgraben geschüttet, so dass seine ursprüngliche Tiefe von rund drei Metern heute nicht mehr erhalten ist.
Das Posttürl diente dazu, von der Stadt schnell zur Stadtmühle und in die umliegenden Vororte zu gelangen.

### Weyermühlturm

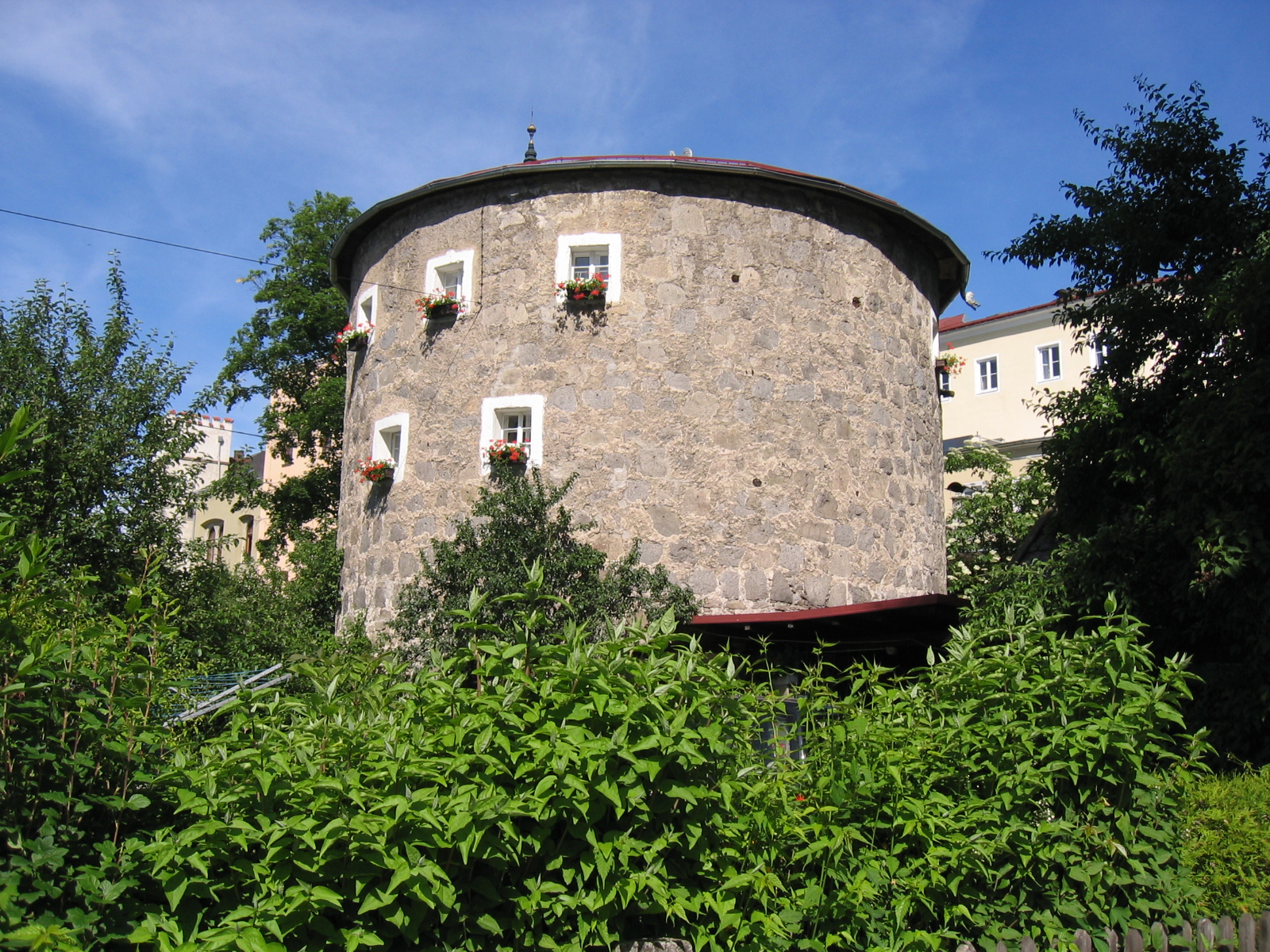
Weyermühlturm

Die steil abfallende Ostseite der Stadt ist weniger gut durch Wehrtürme geschützt als die leicht zugängliche Westseite, der Höhenunterschied von rund zehn Metern bot einen natürlichen Schutz. So befindet sich zwischen dem ehemaligen Posttürl und dem Bergfried des Schlosses nur ein weiterer Turm, der Weyermühlturm. Dieser halbrunde Turm hieß früher auch Hinterhofturm. Der Weyermühlturm ist rund neun Meter hoch und steht an der Südostecke der Stadt, neben der Poststiege. Im Gegensatz zu den anderen Wehrtürmen reicht dieser fast an die Mantelmauer heran. Der Grund für diese Bauweise ist, dass zwischen der äußeren Stadtmauer und dem Turm die Notmühle und eine Wasserschleuse untergebracht waren. Der Turm hat gewaltige Mauern mit einer Stärke von 3,5 Metern, besaß im Mittelalter schmale Schießluken und diente dem Schutz der Stadtmühle (Weyrmühle). Dennoch gelang es den Bauern 1626 während des Oberösterreichischen Bauernkriegs, den Teich an der Nordseite, dem sogenannten Wührgraben, abzulassen und die Stadt über das Posttürl zu erobern. Die heutige Auffassung ist, dass Freistädter Bürger den Bauern bei der Eroberung geholfen haben.
Früher trug der Turm eine hölzerne Brustwehr, das heute sichtbare Dach stammt aus dem Jahre 1875. Die Notmühle reicht bis zur ehemaligen Talsohle des Stadtgrabens hinunter, jedoch wurde das unterste Geschoß zugeschüttet und ist heute nicht mehr sichtbar.

### Dechanthofturm

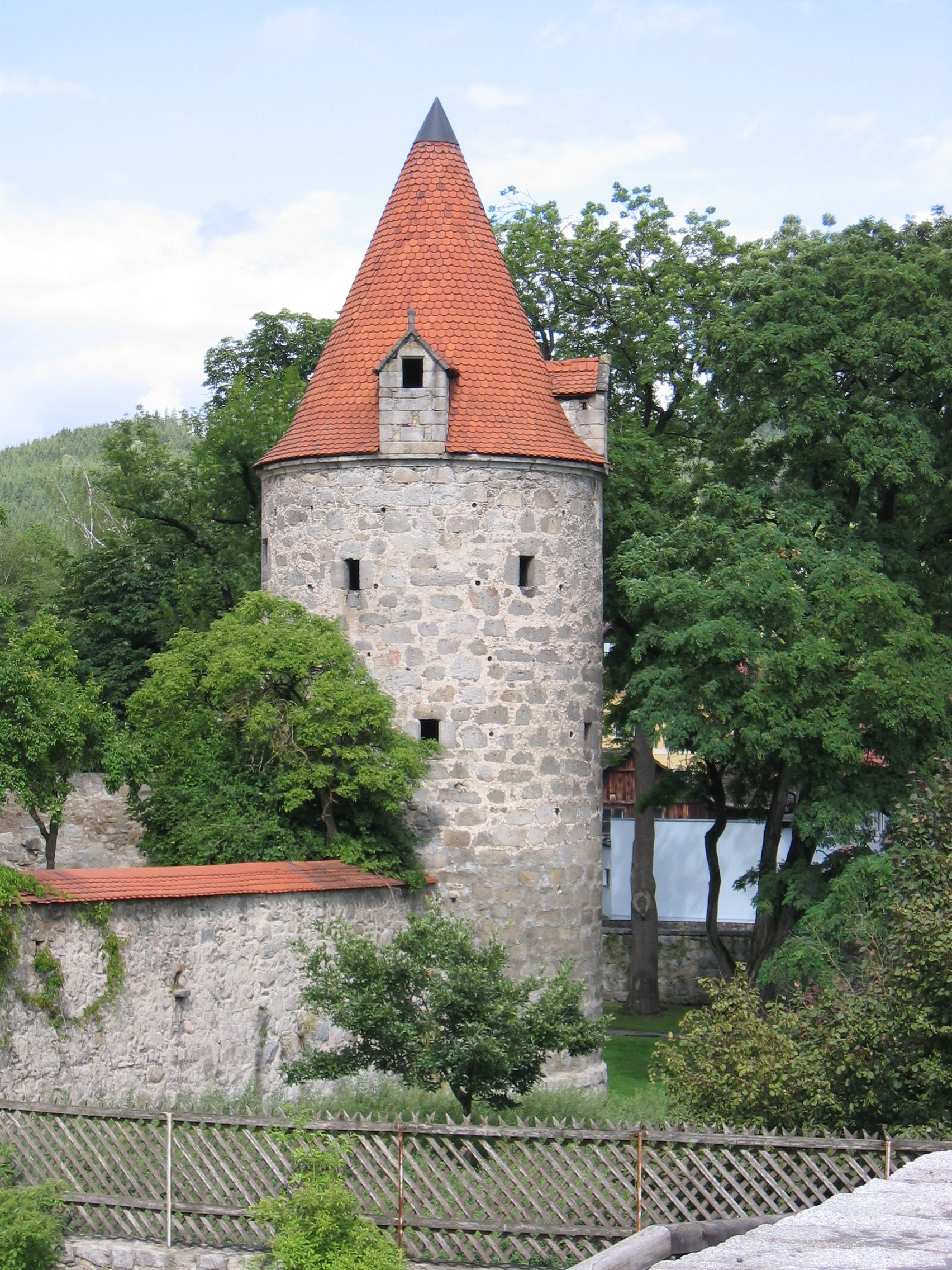
Dechanthofturm vom Roßbergl aus gesehen

Westlich vom Weyermühlturm steht der runde Dechanthofturm, auch als Pfefferbüchsl oder als  Pulverturm bekannt. Er steht direkt an der Zwingermauer, ist rund 21 Meter hoch und hat einen Durchmesser von 7,5 Metern. Dieser Turm im Süden der Stadt wurde erst 1440 erbaut und zählt zu den jüngsten Verteidigungsanlagen der Stadt. Die Aufgaben des Turms waren der Schutz des Wasserauslaufs aus dem Stadtgraben und den Schwellmauern im Stadtgraben mit einem freien Schussfeld im Zwinger auf drei Seiten. Da dieser Turm zusammen mit dem Scheiblingturm erst nach dem Ende der Hussitenkriege (1434) erbaut wurde, muss es in diesem Kriege Probleme mit dem Wasserzufluss vom Frauenteich und dem Abfluss in die Feldaist gegeben haben.

Heute gilt der Dechanthofturm als der schönste Wehrturm der Stadt. Dies wird mit dem Standort und der Bauweise (rund, spitzes Kegeldach mit drei Dacherkern) begründet.

### Schmidingerturm oder Bürgerkorpsturm

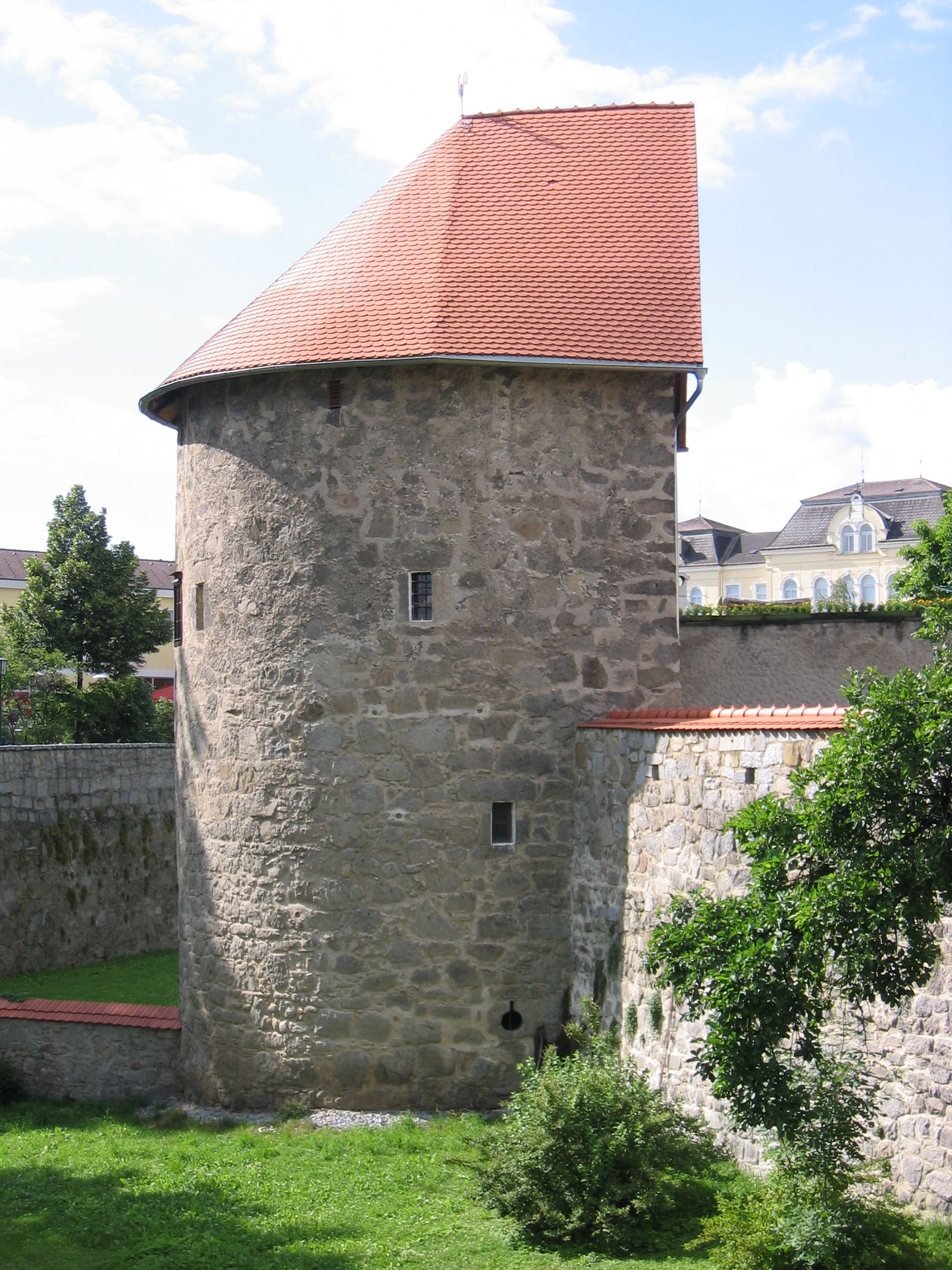
Bürgerkorpsturm mit Stadtgraben

Zusätzlich zum Dechanthofturm und zum Linzertor befindet sich im Südwesten der Stadt der Schmidingerturm, früher auch als Heimatbundturm bekannt und seit 1967 auch Bürgerkorpsturm genannt. Dieser halbrunde Turm ist rund 13,5 Meter hoch und weist unten eine Mauerstärke von 2,7 und oben von 1,2 Metern auf. Der Stadtgraben ist in diesem Bereich 4,2 Meter tief. Es wird angenommen, dass der Turm früher nach hinten offen war und jedes der vier Stockwerke zur Verteidigung verwendet werden konnte. Zusätzlich hat eine Verbindung mit dem Wehrgang bestanden. Die Schießluken dieses Turms sind in den Zwinger und in den Stadtgraben gerichtet.
Seit 20 Jahren ist der Turm hinten zugemauert und beherbergt seit 1967 das Bürgerkorps, daher sein Name. Im Zwinger sind hölzerne Wasserrohre ausgestellt, die 1988 im Stadtgraben gefunden wurden.

### Turm im Winkel
Der nächste Turm in Richtung Norden (Böhmertor) war der Turm im Winkel oder Petringerturm. Er fiel um 1815 einem Brand zum Opfer und wurde im Juli 1834 endgültig abgerissen. Der Turm im Winkel war halbrund und möglicherweise zur Stadt hin offen. Er diente der Verstärkung der Zwingermauer und war ähnlich mächtig gebaut wie der Bürgerkorpsturm oder der Weyermühlturm. Diese drei Türme stammen aus dem späten 14. Jahrhundert, als die Stadtmauer ausgebaut wurde (1363–1396). Die Grundmauern kann man heute noch im Stadtgraben erkennen; Überreste dienten zum Bau der Brücke über den Stadtgraben (1835). Mit diesem vierten Zugang zur Stadt war eine Möglichkeit geschaffen worden, mit größeren und hohen Fahrzeugen über die Pfarrgasse (früher St. Peter-Gasse) in die Stadt zu fahren. Heute ist diese Stadteinfahrt für Kraftfahrzeuge der wichtigste Zugang zur Stadt.

### Salzhofturm oder Altenhofturm

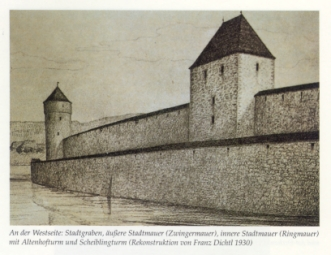
Salzhofturm (rekonstruiert)

Der rechteckige Altenhofturm oder Salzhofturm stand zwischen dem Turm im Winkel und dem Scheiblingturm. Auch dieser Turm ist um 1815 einem Brand zum Opfer gefallen, wurde jedoch um 2003 durch die Renovierung des Salzhofes wieder besser zur Geltung gebracht. Nach dem Brand wurden die beiden obersten Stockwerke abgetragen. Der heute sichtbare Stumpf hat eine Fläche von 9 mal 7,8 Meter. Die Mauerstärke beträgt 2,3 Meter. Dieser Turm an der Westseite stand in der inneren Stadtmauer und verstärkte sie in diesem Bereich. Ursprünglich ein selbstständiger Bau, wurde er erst später mit dem Salzhof verbunden.

### Scheiblingturm

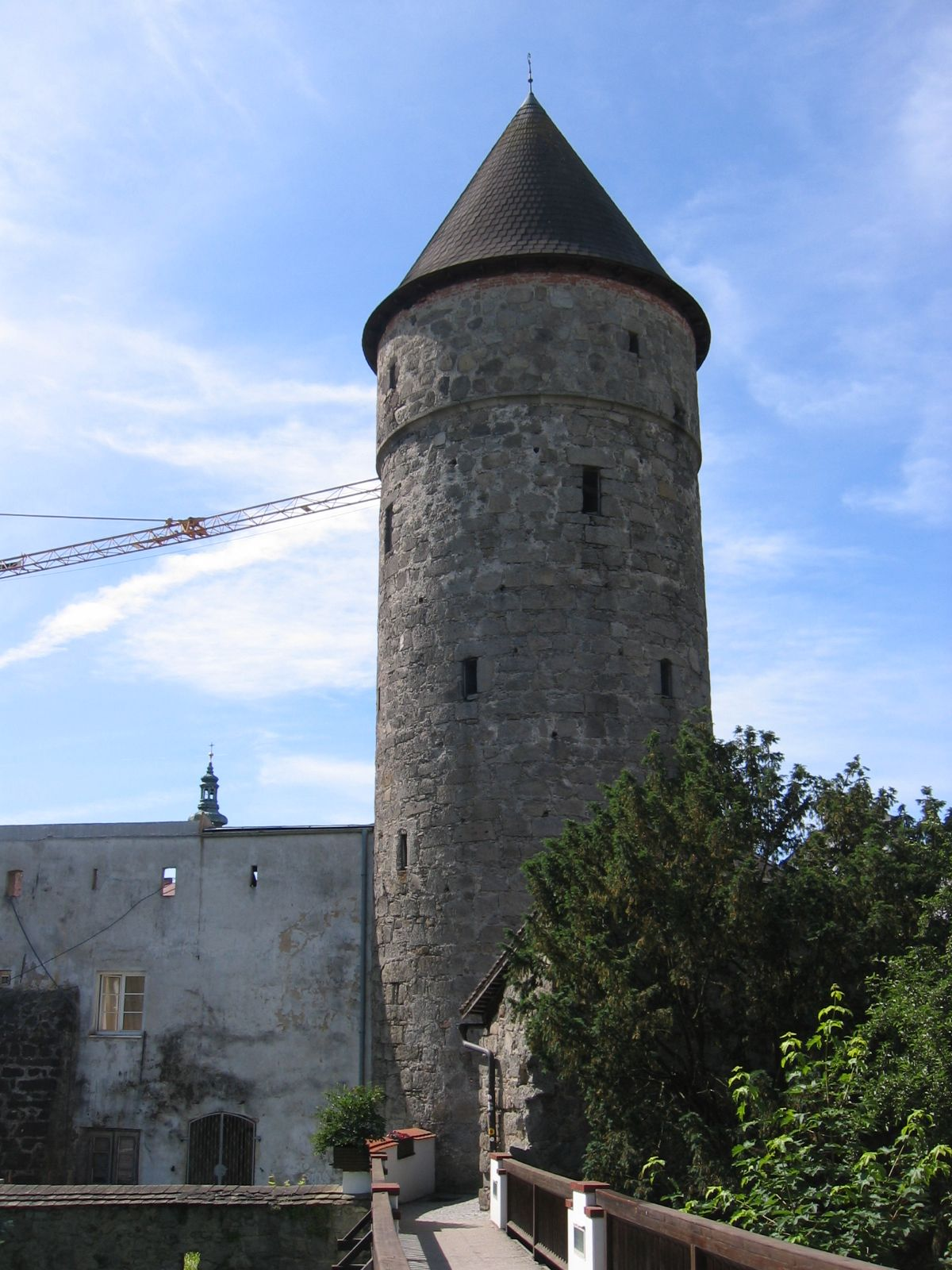
Scheiblingturm mit neuem Zugang

An der Nordwestecke steht der runde Scheiblingturm in der inneren Stadtmauer. Dieser runde, 25 Meter hohe Turm, der vierthöchste der Stadt, wurde zeitgleich mit dem Dechanthofturm gebaut und zählt zu den jüngsten Verteidigungsanlagen der Stadt. Wie der Dechanthofturm dient auch er zur Sicherung des Wassereinlaufs vom Frauenteich und verstärkt die Stadtmauer in diesem Abschnitt. Ursprünglich war der Turm nur 21 Meter hoch, das heutige Keildach wurde im 20. Jahrhundert gebaut. 

Im Turm befand sich auch der Stadtkotter, das damalige Gefängnis, das nur vom Wehrgang im ersten Stock aus betreten werden konnte. Die Zelle im Erdgeschoß wurde über ein Loch im Gewölbe mit 60 Zentimeter Durchmesser erreicht. Die Raumhöhe betrug sieben Meter; Frischluft kam nur durch drei schmale Schießscharten in diesen Raum.
1992 wurde eine Brücke als Verbindung der inneren und der äußeren Stadtmauer gebaut und damit ein fünfter Zugang für Fußgänger geschaffen.
Allen Wehrtürmen gemein ist, dass sie die Stadtmauern verstärkten und ein freies Schussfeld auf die Angreifer ermöglichten. Die Türme standen alle an wichtigen Punkten der Stadt, waren mit dem Wehrgang verbunden und steigerten die Verteidigungskraft der Stadt.

## Rathausturm

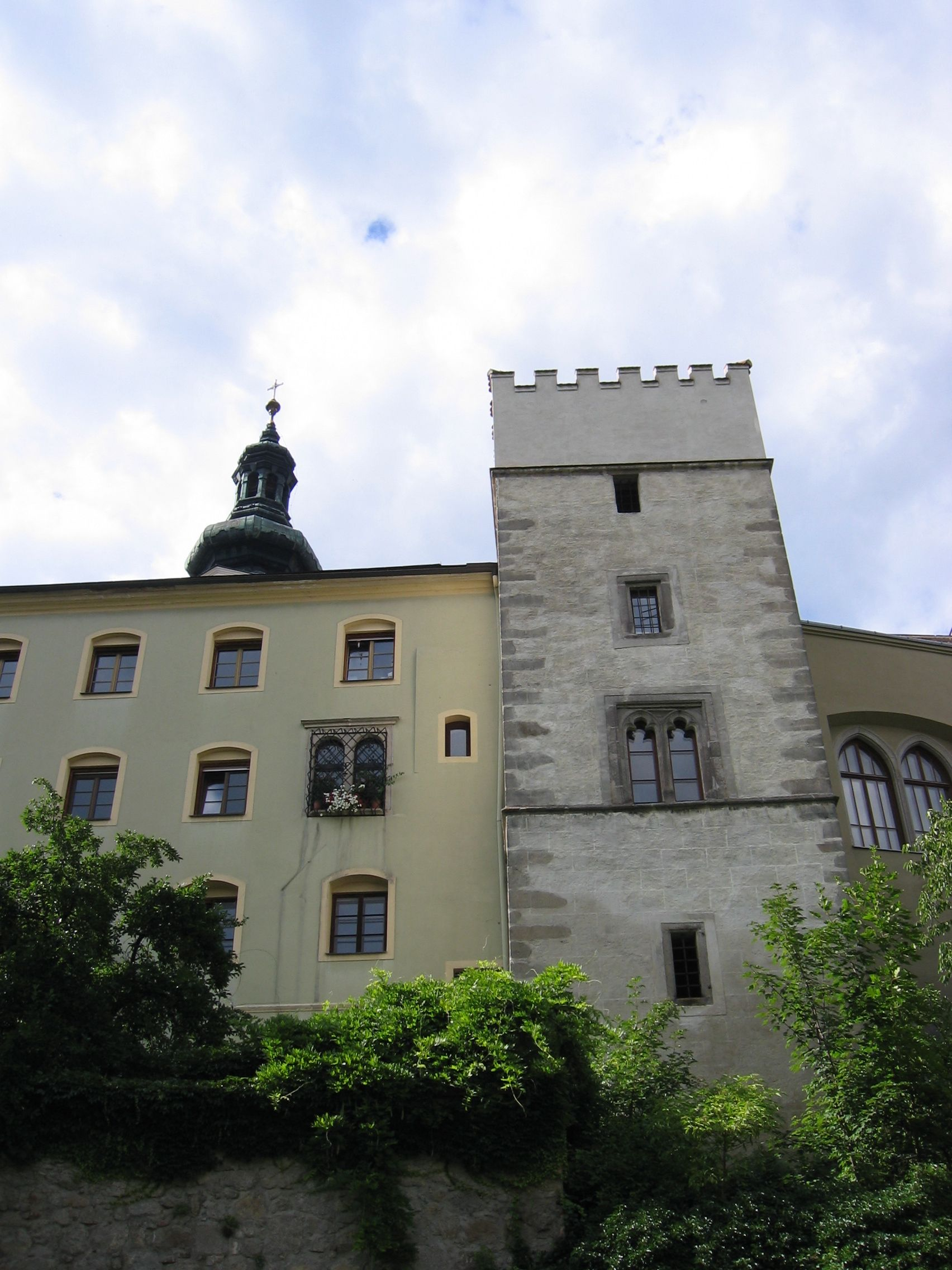
Rathausturm

Der denkmalgeschützte Rathausturm beim heutigen Bezirksgericht wurde 1522, sechs Jahre nach dem zweiten großen Stadtbrand, errichtet und hatte keine Verteidigungsfunktion. Der zinnenbekrönte, spätgotische Turm wurde von Lienhard Gattringer geplant und durch Wolfgang Wieschitzberger vollendet. Er diente zur Lagerung des Schießpulvers und steht in unmittelbarer Nähe des ehemaligen Rathauses und des Mesnerhauses. Dadurch konnte er gut bewacht werden.

## Plätze und Straßen

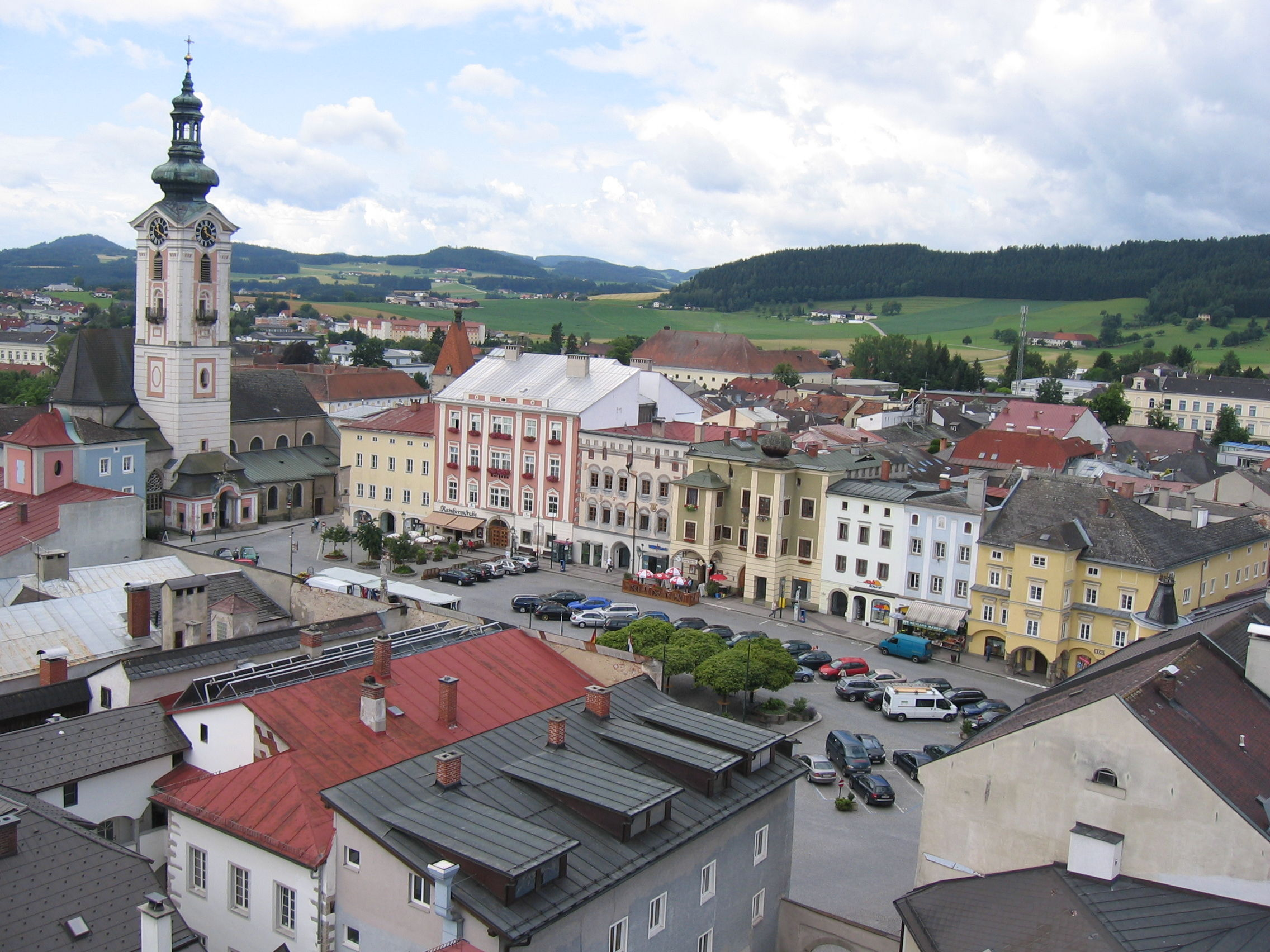
Hauptplatz

Die Straßenzüge und Plätze wurden im Wesentlichen bei der Stadtgründung im 13. Jahrhundert angelegt. Daher verlaufen die Straßen meist parallel zum Hauptplatz. Der große, rechteckige Hauptplatz mit einer Fläche von 6500 Quadratmetern ist der eigentliche Kern der Stadt und wurde bereits bei der Stadtgründung als Marktplatz angelegt. Ab 1465 fand auf diesem Platz der Paulimarkt statt; heute ist der wöchentliche Frische- und Bauernmarkt dort zu Hause.
Rund um den Hauptplatz stehen einige bemerkenswerte Gebäude im Inn-Salzach-Stil. Das denkmalgeschützte Rathaus war früher im Besitz der Familie Zinispan und ist das einzige dreistöckige Gebäude am Platz. Das Haus daneben (in nördlicher Richtung) ist das einzige Haus der Stadt mit Zinnen als Feuermauer (heute nur mehr aufgemalt), mit typischem Grabendach samt Dachrinne an der Fassade und angepassten Dachbodenfenstern.
1987 wurde die Fassade in der ursprünglichen Form des 17. Jahrhunderts wiederhergestellt. Sie zeigt (mittlerweile wieder ein wenig verblasst) acht habsburgische Wappen und besitzt zehn Fenster mit gemalten Umrandungen. Gegenüber befindet sich das Piaristenhaus, der Sitz der Sparkasse, das sich durch einen kleinen Turm von den benachbarten Häusern hervorhebt. An den Häusern links und rechts der Böhmergasse sind Stuckverzierungen aus dem 18. Jahrhundert angebracht. Die enge räumliche Anordnung von Kirche, Freyung und Rathaus (heutiges Bezirksgericht) nebeneinander war wohl einmalig in Österreich. Seit 1501 steht an Stelle der Freyung der Ostchor der Stadtpfarrkirche. Erst im 20. Jahrhundert wurde der Platz gepflastert.
In der Mitte des Hauptplatzes steht seit 1704 der barocke Marienbrunnen von Johann B. Spaz dem Jüngeren. Das Wasserbecken ist achteckig; auf einer Säule steht Maria Immaculata, die den Blick auf die Kirche gerichtet hat. Vier Wasserspeier zieren den Brunnen.
Folgende Plätze liegen innerhalb der Stadtmauern:
- Dechanthofplatz
- Hauptplatz
- Höllplatz
- Pfarrplatz
- Schlossplatz (äußerer)

Folgende Straßen liegen innerhalb der Stadtmauern:
- Altenhofgasse
- Badgasse
- Böhmergasse
- Dechanthofgasse
- Eisengasse
- Heiligengeistgasse
- Höllgasse
- Hutterergasse
- Pfarrgasse
- Salzgasse
- Samtgasse
- Schulgasse
- Schlossergasse
- Schlossgasse
- Waaggasse

## Kirchliche Einrichtungen
Ein Friedhof hat sich nie innerhalb der Stadtmauern befunden. Der erste Friedhof lag in St. Peter rund drei Kilometer westlich der Stadt. Vermutlich ab 1345 wurden die Toten im Friedhof rund um die Liebfrauenkirche begraben, die nördlich des Böhmertors, knapp außerhalb der Stadtmauern steht. Seit 1850 werden die Toten im Friedhof südlich der Stadt begraben.

### Stadtpfarrkirche
Die Stadtpfarrkirche ist die einzige Kirche innerhalb der Stadtmauern und wurde am höchsten Punkt der Stadt angelegt. Um 1288 wurde die romanische Kirche erstmals urkundlich erwähnt. Im 14. und 15. Jahrhundert wurde sie gotisiert und auf eine fünfschiffige Basilika ausgebaut. In der Barockzeit wurde die Kirche wiederum umgebaut, bevor 1967 die ursprüngliche Gotik wieder weitgehend hergestellt wurde. Heute ist die Stadtpfarrkirche die einzige fünfschiffige Kirche Österreichs.

### Kapellen
Im Haus Heiligengeistgasse Nr. 1 und im Haus Hauptplatz Nr. 15 bestanden zwei kleine Kapellen. Die Heiligen-Geist-Kapelle wurde 1435 errichtet und 1785 profaniert. An der Außenmauer ist noch der Eingang und ein Fenster erkennbar. Die zweite Kapelle war im ehemaligen Piaristenhaus untergebracht und wurde vermutlich nach 1762 errichtet (Hauserwerb durch Piaristen) und nach deren Weggang aus Freistadt um 1900 entfernt.

### Dechanthof (Pfarrhof)

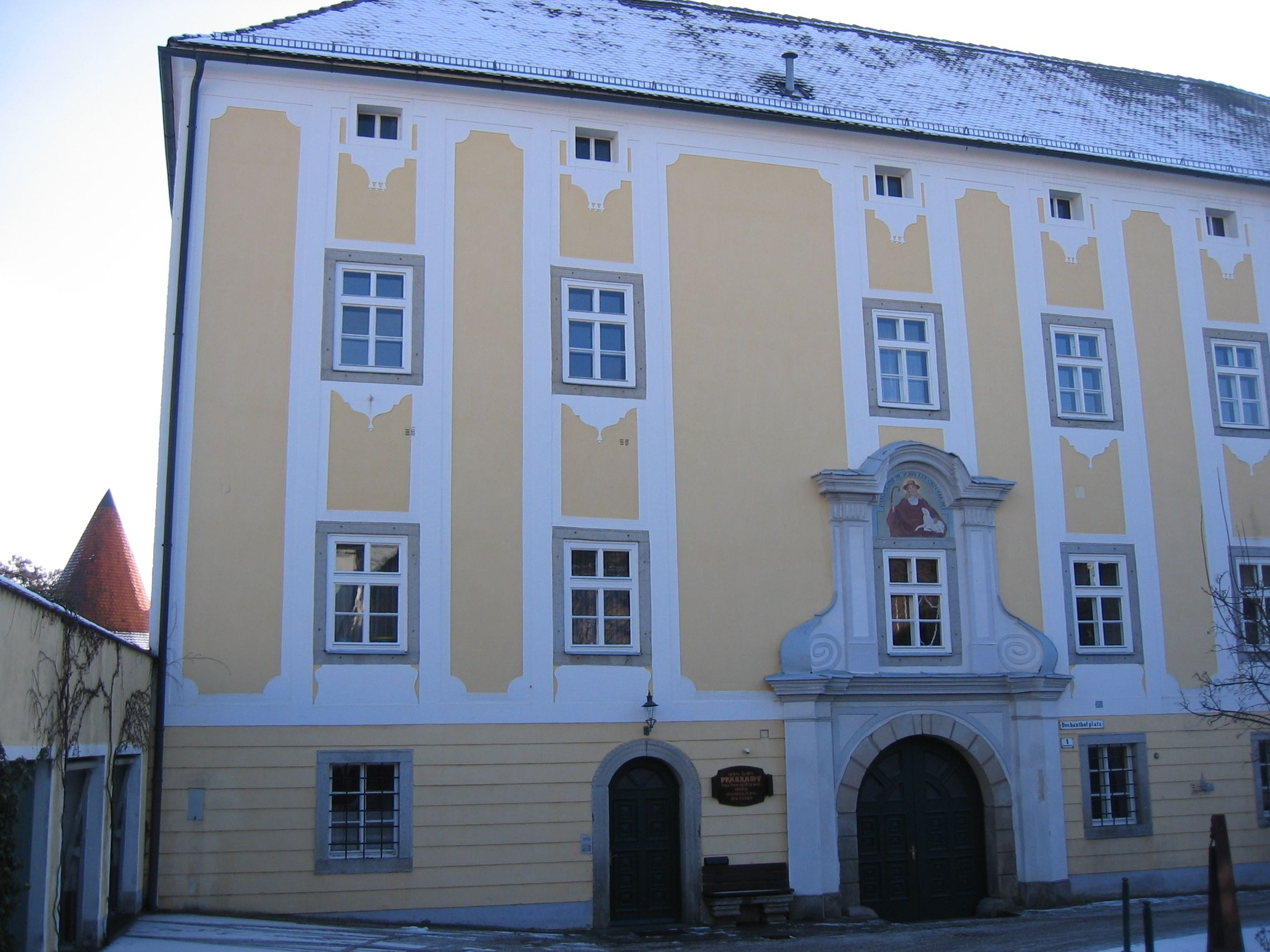
Der Dechanthof in Freistadt

Der denkmalgeschützte Dechanthof ist ein mächtiger, dreigeschoßiger Vierflügelbau um einen Rechteckhof. Um 1600 erfolgte eine teilweise Erneuerung und Ende des 17. Jahrhunderts eine Neugestaltung durch Carlo Antonio Carlone. Die barocke Fassade stammt aus 1735 und wurde von Johann Michael Prunner gestaltet. Der einstige Arkadengang im Osttrakt wurde im Zuge der Neugestaltung im Barock vermauert. Die Innenräume sind zum Teil mit Stichkappentonnengewölben und Kreuzgratgewölben ausgestattet. Zahlreiche Räume haben Stuckspiegeln aus dem 18. und 19. Jahrhundert. Das Vestibül ist Barock, das südliche Treppenhaus spätgotisch. Vom Dechanthof ging 1507 der erste große Stadtbrand aus, der die gesamte Stadt einäscherte.

## Bürgerhäuser

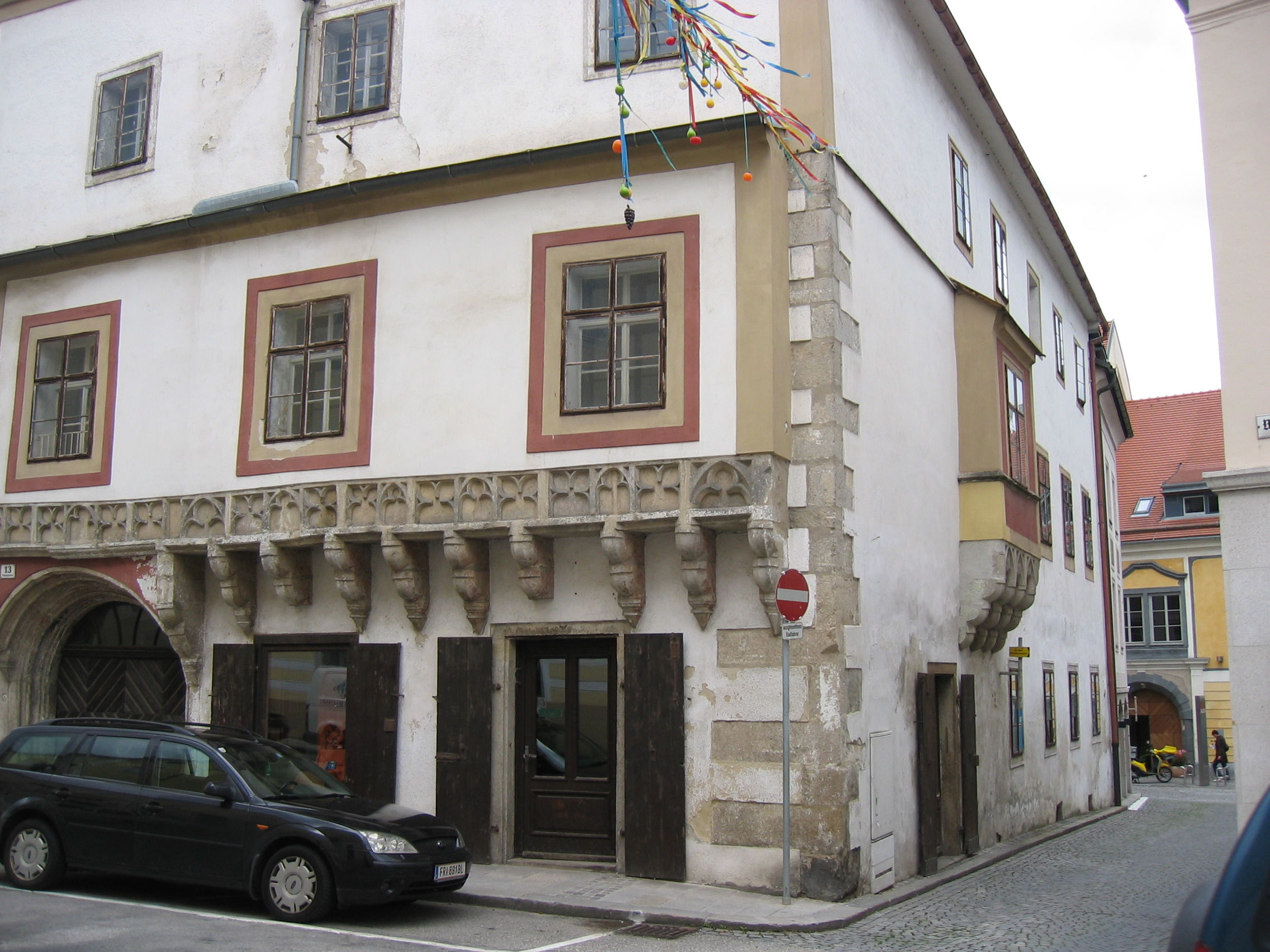
Haus in der Waaggasse 13

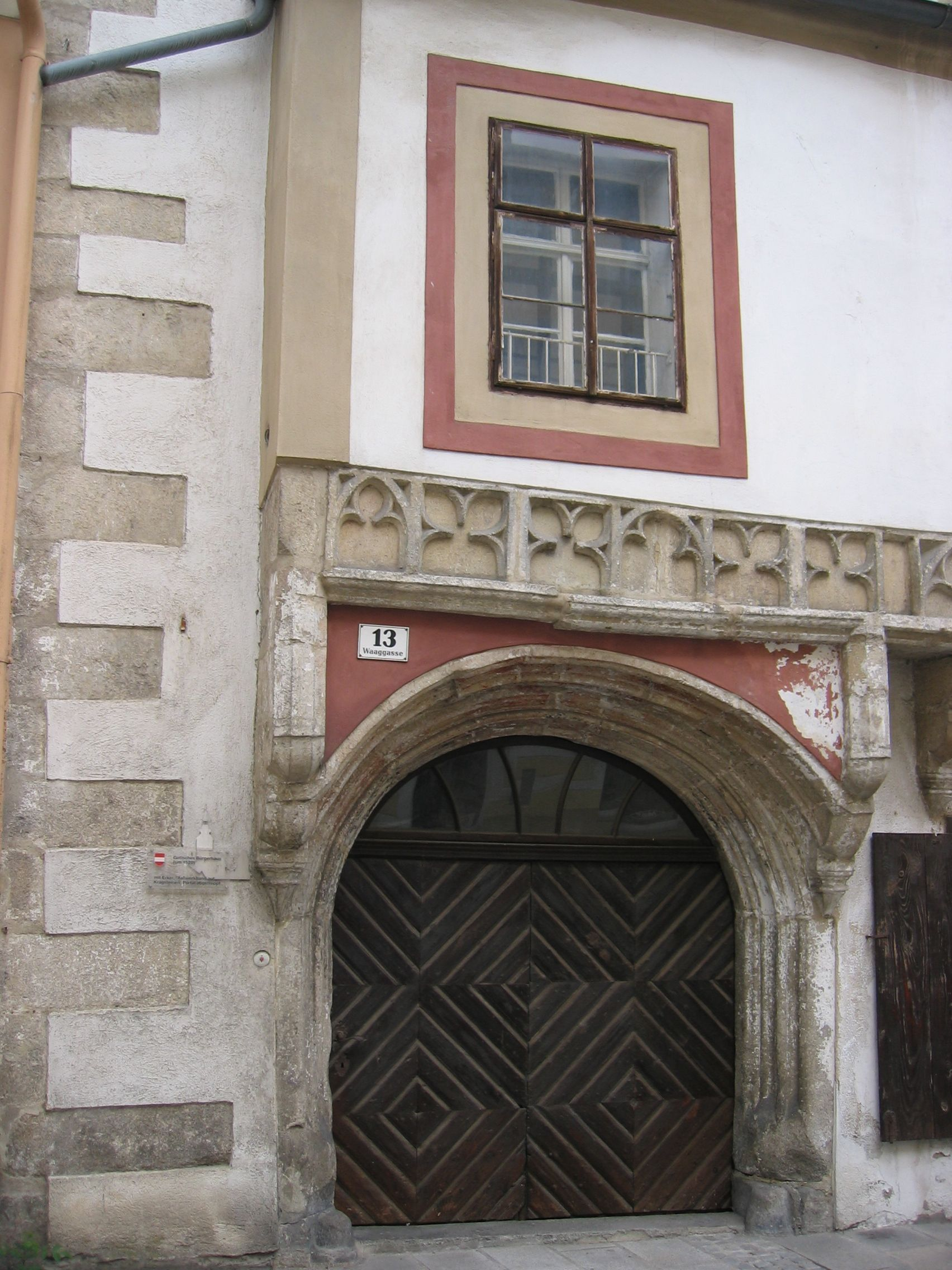
Rundbogentor des Hauses

Das Grundstück auf dem die rund 150 Bürgerhäuser errichtet wurden, dürfte bereits bei der Gründung festgelegt worden sein. Es wird angenommen, dass im 13. Jahrhundert die Grundstücke gleich groß waren. Die ursprünglich gotischen Häuser der Bürger hatten drei Fensterachsen, also eine Breite von rund acht bis zehn Metern. Mit der Zeit wurden die Häuser aufgestockt, nach hinten vergrößert oder es wurden Nachbarhäuser dazugekauft. Somit gibt es heute Häuser mit drei, vier, fünf und sechs Fensterachsen. Alle Häuser haben eine Front zur Gasse und somit zum öffentlichen Leben.
Zwischen den Häusern sind kleine Türchen (selten) sichtbar, die im Mittelalter als Zugang zu den Reihen, das sind Abstände von 50 bis 100 Zentimetern zwischen den Häusern, dienten. Ab dem 13. Jahrhundert war es das erste Kanalisationssystem und die Exkremente der Hausbewohner mussten immer wieder entfernt werden. Es ist zwar bis heute vollständig erhalten, jedoch nicht mehr in Verwendung. Mittlerweile ist die gesamte Altstadt mit einer modernen Kanalisation ausgestattet.
Ebenfalls auffällig sind die breiten Tore bei einigen Bürgerhäusern. Da früher viele Stadtbewohner auch Landwirte waren, dienten diese Tore für die Einfahrt der Heuwagen in den Innenhof. Der Stall mitsamt der Scheune und dem Geräteschuppen war im Hinterhaus untergebracht. Auf die sechsteilige Fensterform wird großer Wert gelegt. Die Fenster- und Türeinrahmungen sind aus Stein und teilweise sind Spione erhalten, kleine Fenster in einem Erker, die den geheimen Blick auf die Gasse erlaubten. Daneben existieren 27 Arkadenhöfe in der Stadt, von denen drei öffentlich zugänglich sind.
Die Gassen in Freistadt sind durchwegs breit, was auf die planmäßige Anlage zurückgeht. Jedoch sind mit der Schlossgasse und der Schulgasse zwei enge, verwinkelte, mittelalterliche Gässchen vorhanden. Die Schlossgasse wird an beiden Enden von großen Torbögen überbrückt. Ein ursprünglich drittes Gässchen zwischen Pfarr- und Schlossergasse wurde zugemauert und ist nur noch teilweise ersichtlich.
Das Haus Waaggasse 13 gilt als eines der schönsten Häuser der Stadt. Es ist ein typisches Bürgerhaus mit mehreren Gewölben im Erdgeschoß. Der vorspringende erste Stock sitzt auf Kragsteinen und über dem zweiten Obergeschoß befindet sich eine Feuermauer. Das Haus weist vier bemerkenswerte Bauteile auf:
- das tief gekehrte, gotische Rundbogentor,
- der Flacherker im ersten Stock, der auf elf kunstvoll gearbeiteten Kragsteinen sitzt,
- der schmale, gotische Erker in der Seitengasse (Altenhofgasse) und
- das Blendfries mit ungleichmäßig abwechselndem Drei- und Vierpass-Maßwerk in 19 Feldern aus der Gotik

Die ehemalige Stadtschmiede hat als einziges Haus der gesamten Altstadt eine außen liegende Stiege. Dieses romantische Haus lag einst an der alten Handelsstraße und ist heute in Privatbesitz. Gleich daneben wurde vor einigen Jahren der ehemalige Wehrgang am Scheiblingturm wieder errichtet.

## Sonstiges
Die Stadtmauern von Freistadt sind nicht unbelebt, denn es konnte dort die stattliche Anzahl von 105 Arten von Flechten und lichenicolen Pilzen festgestellt werden.

### Video, Filme
- AEIOU – Filme des ORF: Freistadt in Oberösterreich, Mittelalterliche Befestigungsanlagen.